# Tancred van Sicilië
Tancred van Sicilië of Tancred van Lecce (Lecce, 1130 - Palermo, 20 februari 1194) was koning van Sicilië van 1189 tot 1194. Hij was de laatst regerende vorst uit het Normandische huis Hauteville.

## Geschiedenis
Hij was een buitenechtelijke zoon van hertog Rogier III van Apulië en diens maîtresse gravin Emma (ook Bianca genoemd) van Lecce en een kleinzoon van koning Rogier II van Sicilië.
Tijdens de regering van Willem I nam hij deel aan een opstand tegen hem (1160). Ondanks de veroordeling van de rebellenleider Matteo Bonèllo bleef Tancred op vrije voeten.
Na de dood van Willem I (1166) werd een staatsgreep van hem gevreesd, aangezien de jonge koning Willem II minderjarig was. Dit gebeurde niet omwille van onlusten in zijn bezittingen op het Zuid-Italiaanse vasteland.
Na de dood van de kinderloze koning Willem II (1189) stonden er twee clans tegenover elkaar. De ene groep, de keizersgezinde of pro-Duitse groep onder leiding van Rogier van Andria en Walter Offamilio, koos voor de tante van Willem, Constance. De andere partij onder leiding van Matthew van Ajello koos voor de neef van Willem, Tancred. Tancred werd uiteindelijk, na drie weken, op 8 december 1189 tot koning van Sicilië uitgeroepen. Aartsbisschop Walter Offamilio kroonde hem in de kathedraal van Palermo.
Tancred benoemde in 1192 zijn oudste zoon Rogier tot medekoning, maar deze stierf eind 1193. Tancred zelf stierf een jaar later zodat zijn jongere zoon Willem (III) hem opvolgde. Gezien zijn minderjarigheid werd zijn moeder regentes.

## Huwelijk en nakomelingen
Tancred was gehuwd met Sibylla van Acerra, dochter van graaf Reinout I van Acerra, en kreeg volgende kinderen:
- Rogier III (1170-1194) gehuwd met Irena Angela
- Willem III (1185-1198)
- Maria Elvira, gehuwd met graaf Wouter III van Brienne (-1205) en met Jacob di Sanseverino
- Constance (-1230), in 1213 gehuwd met Pietro Zianni (-1230), doge van Venetië
- Mandonia

## Voorouders
| Voorouders van Tancred van Sicilië (1130-1194) | Voorouders van Tancred van Sicilië (1130-1194)                        | Voorouders van Tancred van Sicilië (1130-1194)                        | Voorouders van Tancred van Sicilië (1130-1194)                        | Voorouders van Tancred van Sicilië (1130-1194)                        | Voorouders van Tancred van Sicilië (1130-1194)                        | Voorouders van Tancred van Sicilië (1130-1194)                        | Voorouders van Tancred van Sicilië (1130-1194)                        | Voorouders van Tancred van Sicilië (1130-1194)                        |
| ---------------------------------------------- | --------------------------------------------------------------------- | --------------------------------------------------------------------- | --------------------------------------------------------------------- | --------------------------------------------------------------------- | --------------------------------------------------------------------- | --------------------------------------------------------------------- | --------------------------------------------------------------------- | --------------------------------------------------------------------- |
| Overgrootouders                                | Rogier I van Sicilië (1031-1101) ∞ Adelheid van Savona (1072-1118)    | Rogier I van Sicilië (1031-1101) ∞ Adelheid van Savona (1072-1118)    | Alfons VI van León (1040-1082) ∞ Isabel (-)                           | Alfons VI van León (1040-1082) ∞ Isabel (-)                           | ? (-) ∞ ? (-)                                                         | ? (-) ∞ ? (-)                                                         | ? (-) ∞ ? (-)                                                         | ? (-) ∞ ? (-)                                                         |
| Grootouders                                    | Rogier II van Sicilië (1095-1154) ∞ Elvira van Sicilië (1100-1135)    | Rogier II van Sicilië (1095-1154) ∞ Elvira van Sicilië (1100-1135)    | Rogier II van Sicilië (1095-1154) ∞ Elvira van Sicilië (1100-1135)    | Rogier II van Sicilië (1095-1154) ∞ Elvira van Sicilië (1100-1135)    | Accardus van Lecce (1093-1148) ∞ 1130 ? (-)                           | Accardus van Lecce (1093-1148) ∞ 1130 ? (-)                           | Accardus van Lecce (1093-1148) ∞ 1130 ? (-)                           | Accardus van Lecce (1093-1148) ∞ 1130 ? (-)                           |
| Ouders                                         | Rogier III van Apulië (1118-1148) ∞ 1156 Bianca van Lecce (1145-1184) | Rogier III van Apulië (1118-1148) ∞ 1156 Bianca van Lecce (1145-1184) | Rogier III van Apulië (1118-1148) ∞ 1156 Bianca van Lecce (1145-1184) | Rogier III van Apulië (1118-1148) ∞ 1156 Bianca van Lecce (1145-1184) | Rogier III van Apulië (1118-1148) ∞ 1156 Bianca van Lecce (1145-1184) | Rogier III van Apulië (1118-1148) ∞ 1156 Bianca van Lecce (1145-1184) | Rogier III van Apulië (1118-1148) ∞ 1156 Bianca van Lecce (1145-1184) | Rogier III van Apulië (1118-1148) ∞ 1156 Bianca van Lecce (1145-1184) |